# Ẹ̄
Ẹ̄ (minuscule : ẹ̄), appelée E macron point souscrit, est une lettre latine utilisée dans l’écriture de l’abua, de l’igede, de l’ogba et du yoruba au Nigeria.
Il s’agit de la lettre E diacritée d’un macron et d’un point souscrit.

## Utilisation
En ogba, ‹ ẹ̄ › représente la voyelle moyenne inférieure antérieure non arrondie avec un abaissement tonal distinctif [ɛꜜ]. 
En yoruba, ‹ ẹ̄ › représente la voyelle moyenne inférieure antérieure non arrondie avec un ton moyen [ɛ˧].

## Représentations informatiques
Le E macron point souscrit peut être représenté avec les caractères Unicode suivants : 
- composé et normalisé NFC (latin étendu additionnel) :

| formes    | représentations | chaînes de caractères | points de code | descriptions                                                |
| --------- | --------------- | --------------------- | -------------- | ----------------------------------------------------------- |
| capitale  | Ẹ̄               | Ẹ◌̄                    | U+1EB8 U+0304  | lettre majuscule latine e point souscrit diacritique macron |
| minuscule | ẹ̄               | ẹ◌̄                    | U+1EB9 U+0304  | lettre minuscule latine e point souscrit diacritique macron |

- décomposé et normalisé NFD (latin de base, diacritiques) :

| formes    | représentations | chaînes de caractères | points de code       | descriptions                                                            |
| --------- | --------------- | --------------------- | -------------------- | ----------------------------------------------------------------------- |
| capitale  | Ẹ̄               | E◌̣◌̄                   | U+0045 U+0323 U+0304 | lettre majuscule latine e diacritique point souscrit diacritique macron |
| minuscule | ẹ̄               | e◌̣◌̄                   | U+0065 U+0323 U+0304 | lettre minuscule latine e diacritique point souscrit diacritique macron |